# خنک‌کاری با هوا

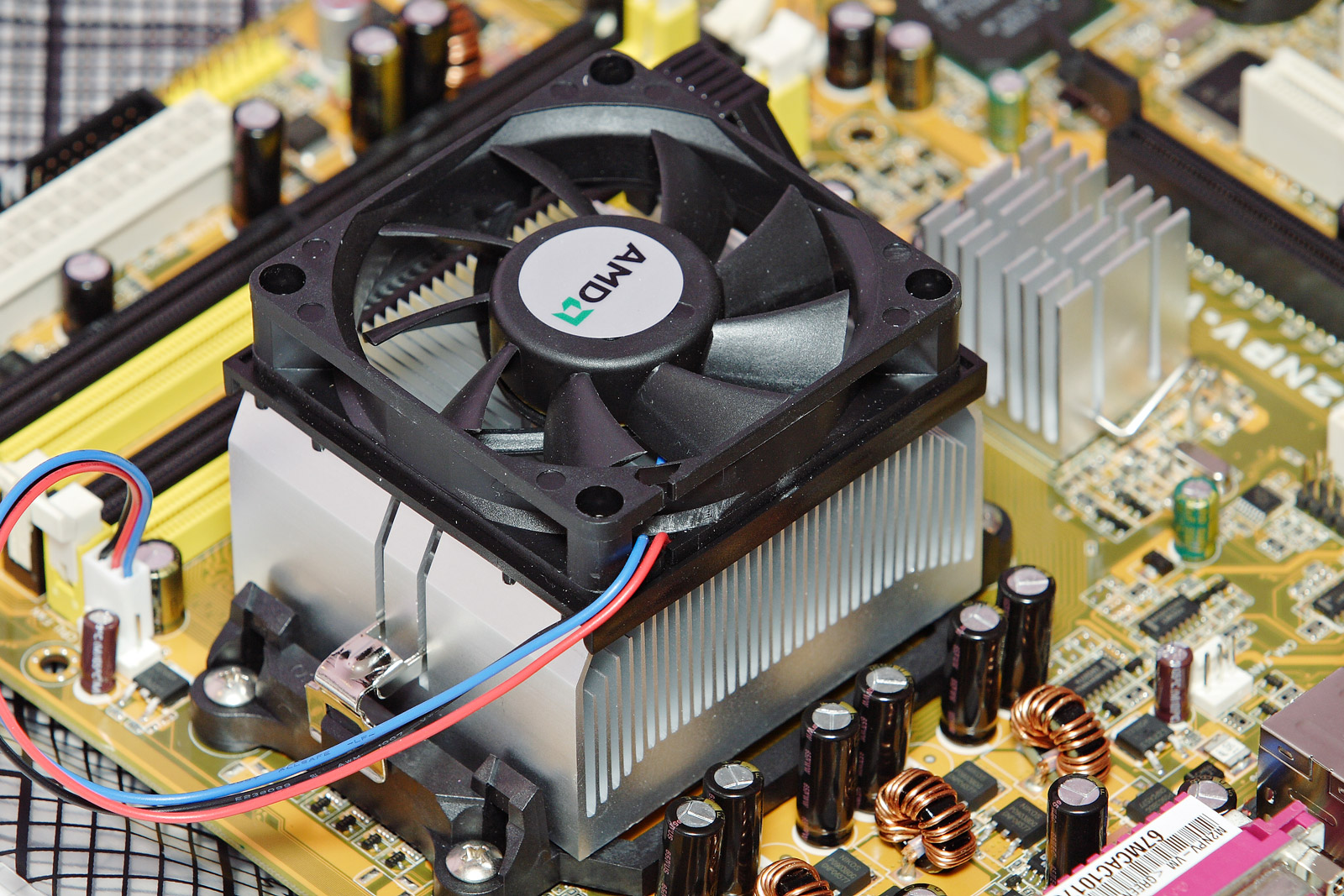
سی‌پی‌یو به همراه گرماخور و فن

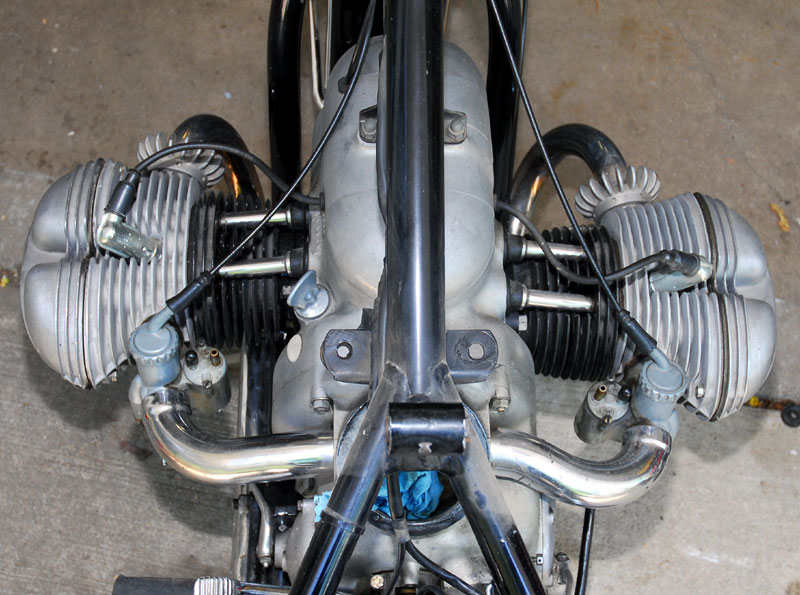
سامانه خنک کاری موتور تخت

خنک‌کاری با هوا (به انگلیسی: Air cooling) به دلیل دردسترس بودن و سبکی سیال هوا یک راهکار مفید و ارزان برای از بین بردن گرمای زاید است. این روش برای خنک کاری با افزایش سطح مقطع یا با عبور جریان هوا از قطعات یا هر دو روش استفاده می‌کند.
یکی از روش‌ها برای خنک کاری استفاده از گرماخور بر سطح برای کاهش دماست.که هم می‌توانند از قطعه جدا وهم می‌توانند به هم چسبیده باشند.
راهکار دیگر برای خنک کاری استفاده از فن است که می‌تواند بر روی قطعه یا در آن قرار می‌گیرد.در بیشتر موارد از هر دوی وسایل ( فن و گرماخور) استفاده می‌شود.
این انتقال حرارت با استفاده از قانون دوم ترمودینامیک قابل توجیه است که حرارت از یک منبع گرم مانند گرماخور به یک منبع سرد که هوای خنک است منتقل می‌شود.

## کاربرد
این سامانه در انواع وسایل موتوری ، توربینها و وسایل الکترونیک(مانند کیس کامپیوتر) کاربرد دارد.